# Huaca El Retablo
Collique 2, conocido como Huaca Chasqui o Huaca El Retablo, es un sitio arqueológico ubicado en el distrito de Comas, en la ciudad de Lima, capital del Perú. Se encuentra sobre las coordenadas UTM, en el sistema WGS 84, 8679726 N y 275336 E a 114 m s. n. m. entre las urbanizaciones aledañas de Pro y La Alborada. Fue declarada Patrimonio Cultural de la Nación mediante Resolución Directoral Nacional Nº 1126/INC-2010.

## Descripción
El sitio está orientado de noreste a suroeste, dividido en 2 sectores regionales y arquitectónicos, su principal técnica de construcción fue la de muros de tapia a excepción del sector II que fue rodeado de adobes rectangulares de la época colonial. La estructura, perteneciente a la cultura Collique, presenta una construcción pre inca acorde al señorío que se desenvolvió a lo largo del valle del río Chillón. Es un complejo sistema arquitectónico que constituye parte de una gran fortaleza con una serie de muros y plataformas, en las cuales se sustituye el estilo de herraje por el modelo autoritario e ideológico, constituyendo así, una forma piramidal.
Particularmente, Collique 2 fue construido para ser un centro especializado de carácter secular y ceremonial; sin embargo, se especula que esta construcción sufrió de una despoblación, por causa de la expansión territorial del Imperio incaico, durante el Horizonte Tardío. Los incas, quienes eran la cultura dominante en ese momento, tenían una manera singular de someter a las civilizaciones aledañas, pues primero buscaban una anexión pacífica. De no poder darse de tal forma por la negativa del colectivo, recién se optaba por una conquista violenta. En el caso de los Collis, estos se negaron a ser incorporados al Tahuantinsuyo, por lo mismo, ambos pueblos comenzaron una disputa armada que concluyó en la victoria incaica.
En consecuencia, con la derrota del señorío costeño varios centros fueron cambiados morfológica y funcionalmente, lo cual terminó en su abandono. Ese es el caso de esta huaca en Comas, que posterior a la conquista de los Incas, se cree que quedó abandonada.

## Estructura
El sitio arqueológico está ubicado de noreste a suroeste. Contando con un área total de 2600 m² y caracterizado por el uso de la tapia como técnica principal empleada, se encuentra dividido en dos sectores arquitectónicos. 

### Sector I
Localizado al noreste del sitio, está conformado por cuatro plataformas superpuestas que brindan una configuración escalonada. En la cima no se definen con exactitud recintos debido al alto grado de deterioro. Esto a su vez, imposibilita identificar el propósito de la construcción como parte de la fortaleza Colli, pero que implica el concepto de altura como fuente de vestigio piramidal.

### Sector II
Está ubicado al suroeste de la huaca donde se halla un espacio abierto, cuya superficie se encuentra a un nivel inferior al del sector I. Funciona como base de la sedimentación, la cual presenta pequeños orificios o aberturas, que se desconoce su propósito o funcionamiento, incluso podría llegar a tratarse de un aspecto decorativo. En este sector, es donde se ubica un lineamiento de muros que sigue un cerco en toda la estructura, la cual se encuentra muy bien diferenciada en cuanto a su construcción.

## La identidad arqueológica local de la urbanización El Retablo
El sentido de pertenencia histórica que tiene la urbanización El Retablo, se sustenta básicamente en el cuidado de la huaca, una noción de cuidado moderado que influye en el valor patrimonial que presenta. Los mismos residentes de la urbanización El Retablo, son los que velan por la preservación de la estructura arqueológica, dada la falta de financiamiento por parte del Estado, esto a través de distintas actividades de cuidado cultural.

## Línea de tiempo
Collique 2 perteneció al Señorío Colli, una civilización que se formó en el periodo Intermedio Tardío en el valle del río Chillón. Esta cultura se desarrolló, entre los años 900 al 1470 d. C., de manera autónoma con iconografía propia y convivió con otras civilizaciones con quienes solían tener enfrentamientos territoriales. La huaca El Retablo formó parte de los diversos centros ceremoniales que levantaron. Esta fue construida durante el periodo de los Estados regionales, abandonada tras la conquista incaica (1470-1532)  en el Horizonte Tardío, situación que perduró durante todo el virreinato y casi toda la República (desde 1532 al 2010). Recién en 2010, este centro es reconocido como Patrimonio y resguardado por el Ministerio de la Cultura.

## Estado actual de Collique 2
A pesar de la importancia que tuvo este centro menor para los Colli, actualmente se encuentra en un estado de abandono causado por el desentendimiento de las autoridades municipales y estatales respecto a su conservación, además, el yacimiento sufre los estragos de la indiferencia de los habitantes del lugar. Al principio se hallaba cercado por una malla metálica que le otorgaba la protección de su arquitectura, sin embargo, por la falta de vigilancia esta red, con el tiempo, fue sustraída. Desde entonces, no ha existido un amago de los mandatarios correspondientes por resguardar este patrimonio, el cual se ve vulnerado por el crecimiento de la vegetación, la acumulación de desechos, la expansión de la urbanización y el tránsito desmedido de la población. Sobre esto último, es primordial mencionar, que la complicación sucede gracias al acceso libre que tiene Collique 2, ya que ello permite la exploración y circulación desmedida de los ciudadanos por toda la estructura arqueológica.
Es así que, este deterioro cada vez más rápido, ha empezado a preocupar a los residente de la zona, quienes han procurado proteger el Patrimonio de la Nación mediante diversas campañas, especialmente de limpieza. Por ello, los residentes de Comas, junto a varios grupos sociales como el grupo cultural Pachamama y el colectivo Comas Milenario, han ayudado a preservar el valor cultural y la arquitectura de esta huaca, no obstante, sin el apoyo de las autoridades no se ha podido lograr por completo su preservación.  

## Galería

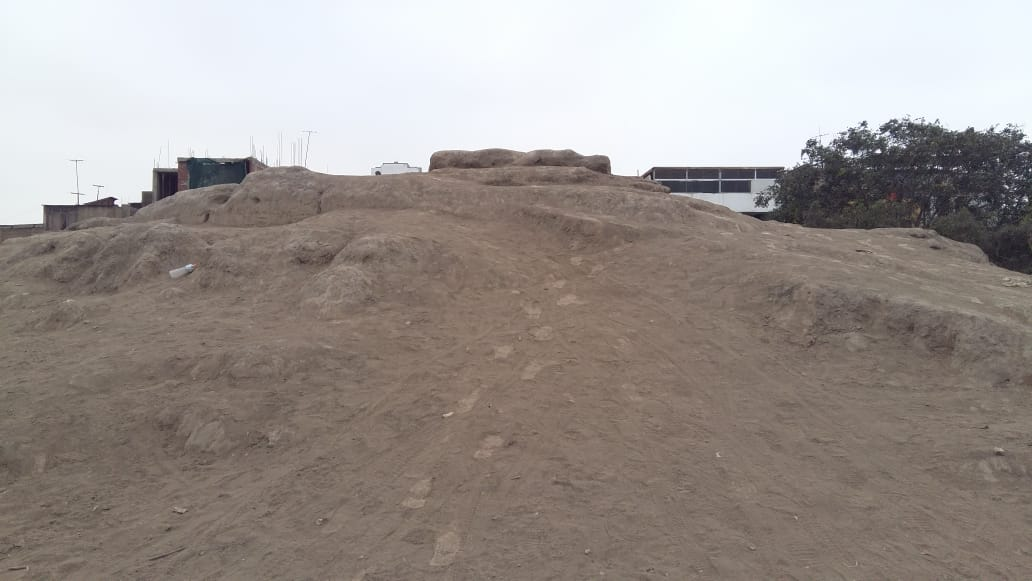
Sector I de la Huaca El Retablo.
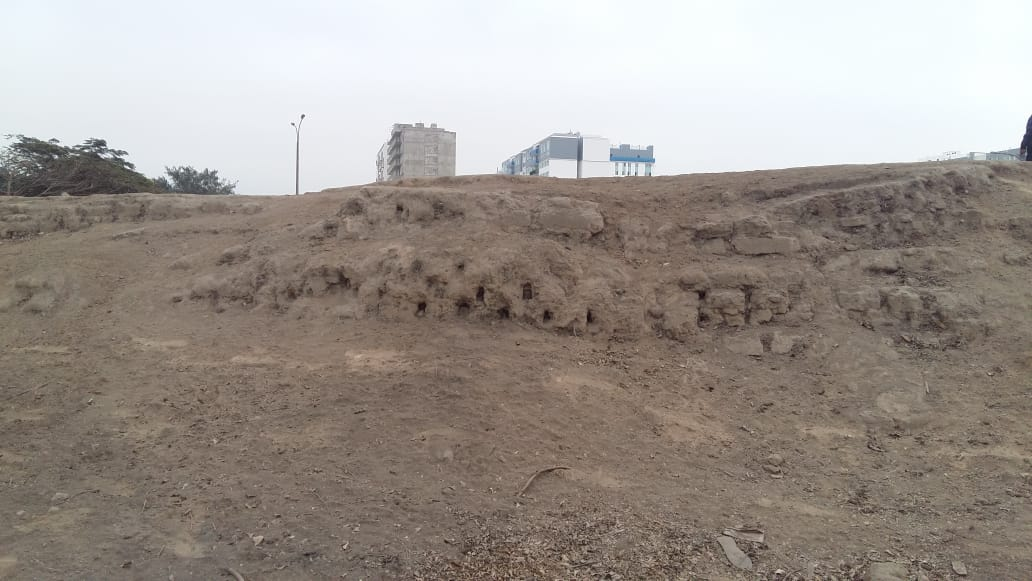
Adobes que rodean el Sector II de la Huaca El Retablo.
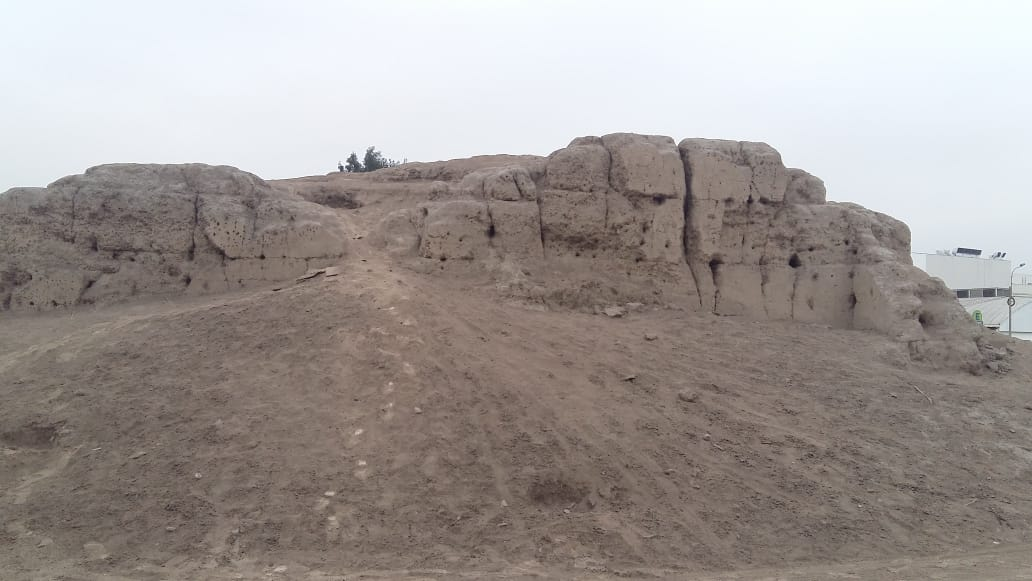
Muros en la parte posterior del Sector I de la Huaca El Retablo.
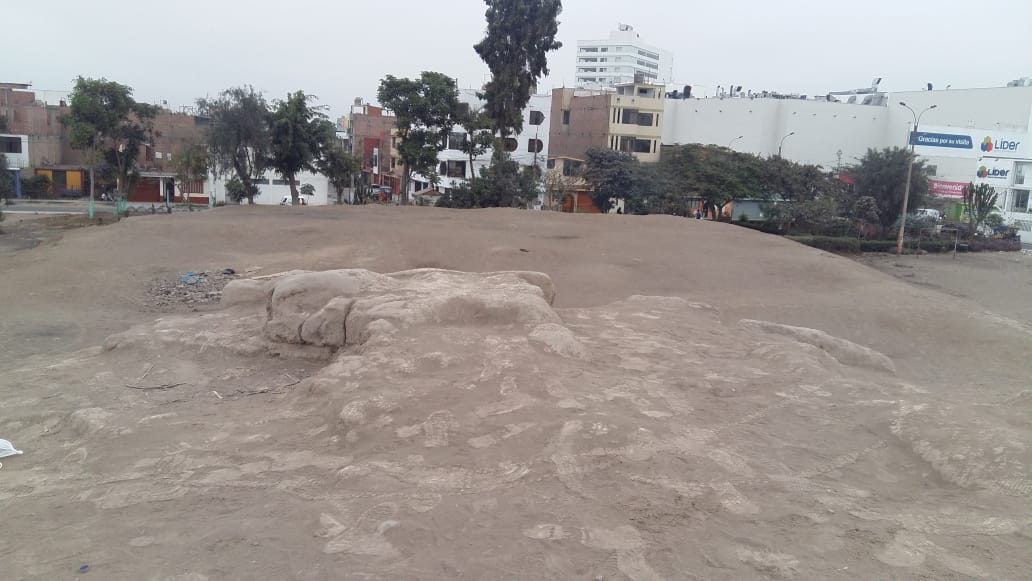
Vista del Sector II desde la cima del Sector I de la Huaca El Retablo.
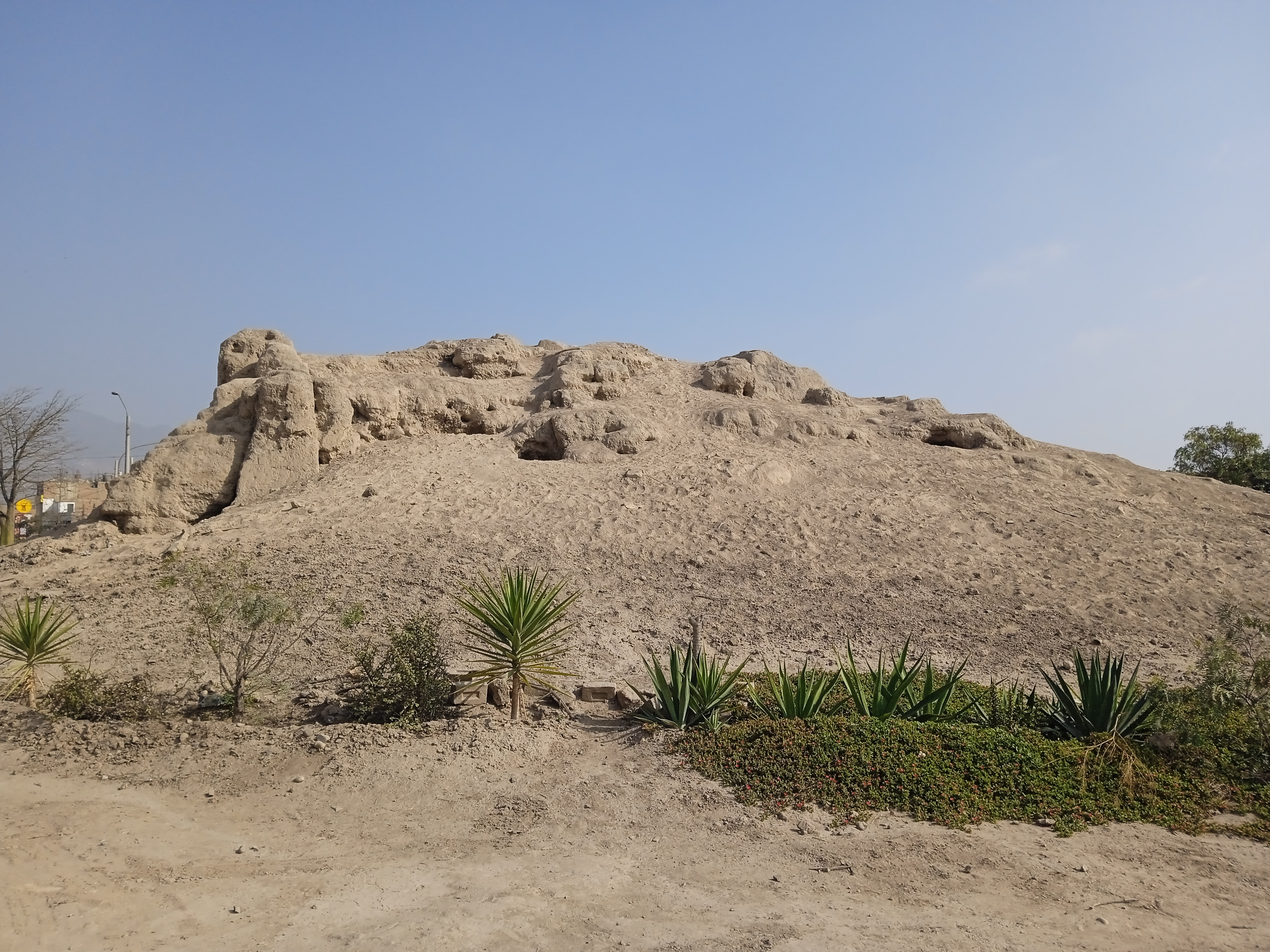
Vista del sector I de la Huaca El Retablo.
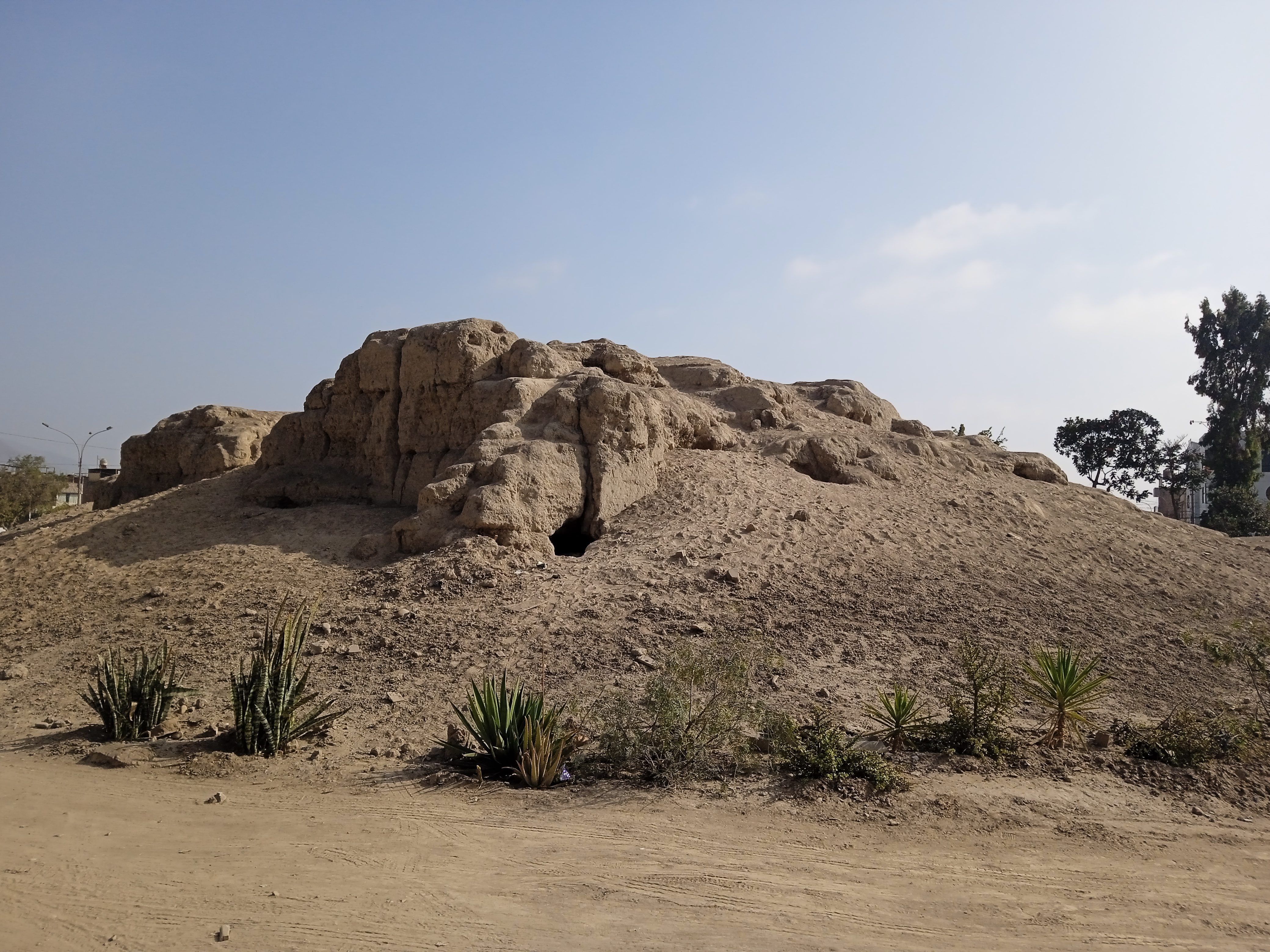
Vista de la forma piramidal de la estructura en el sector I.
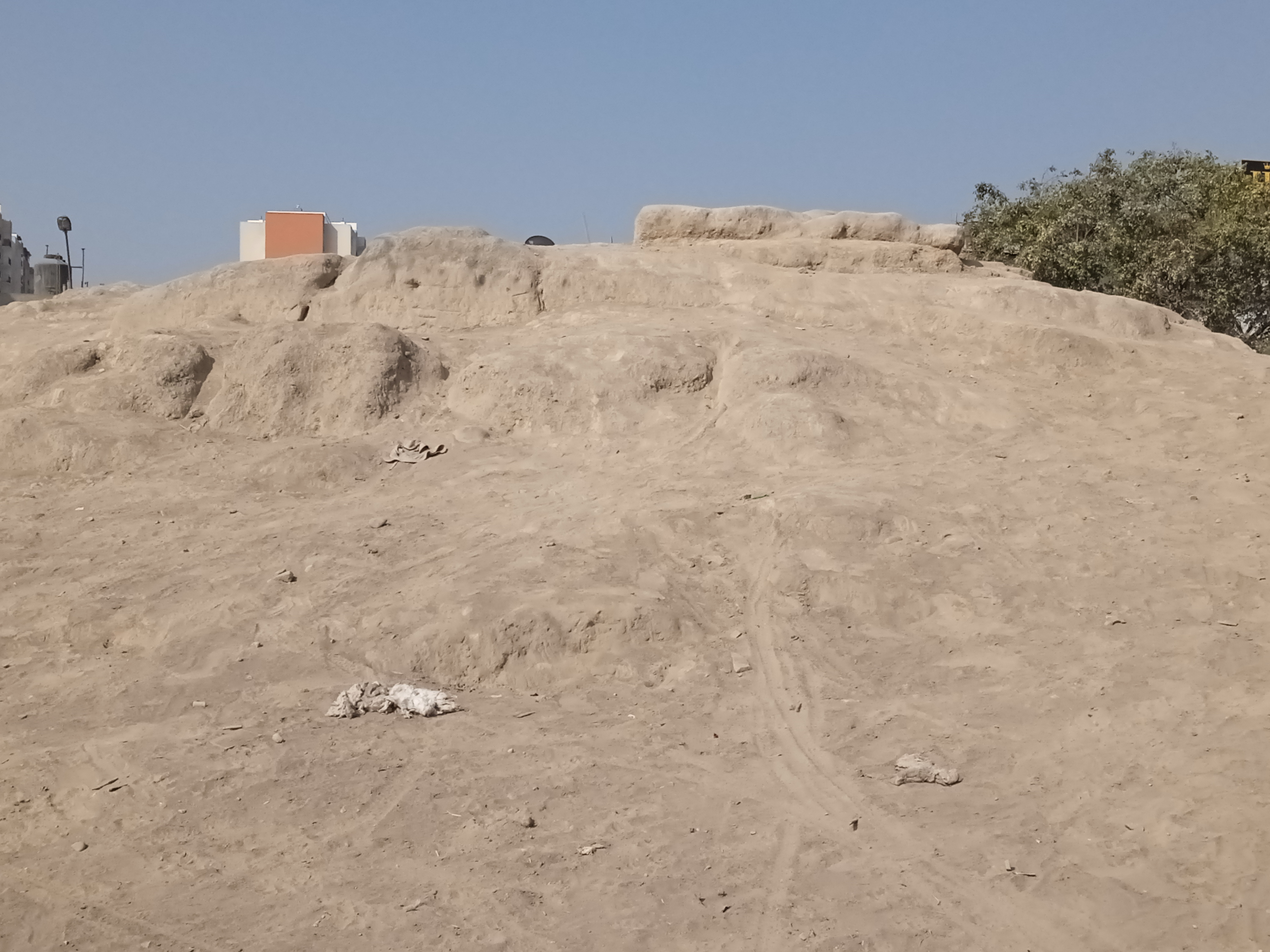
Vista de la elevación del sector II al sector I.
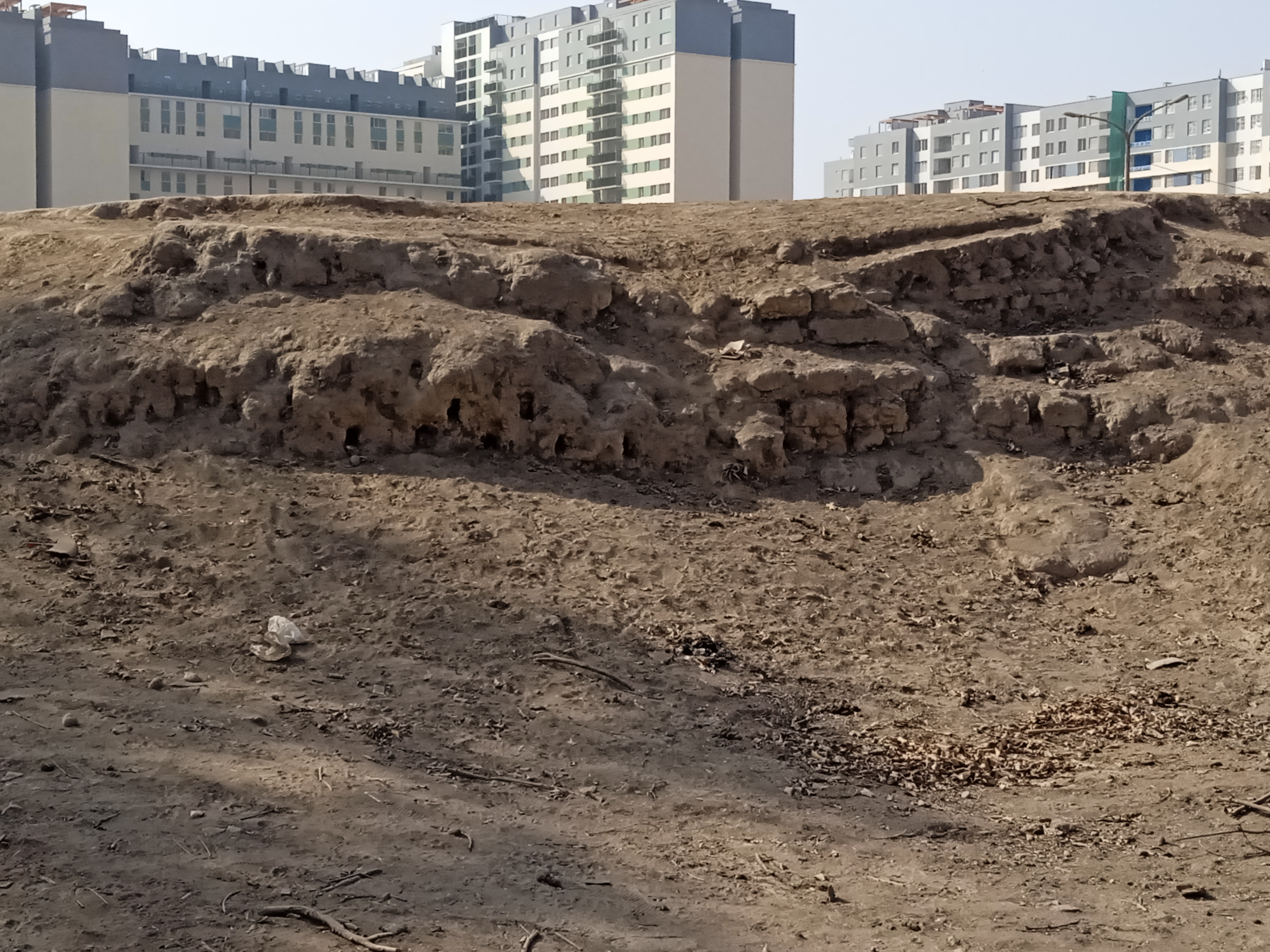
Vista de los orificios en la base de la estructura.
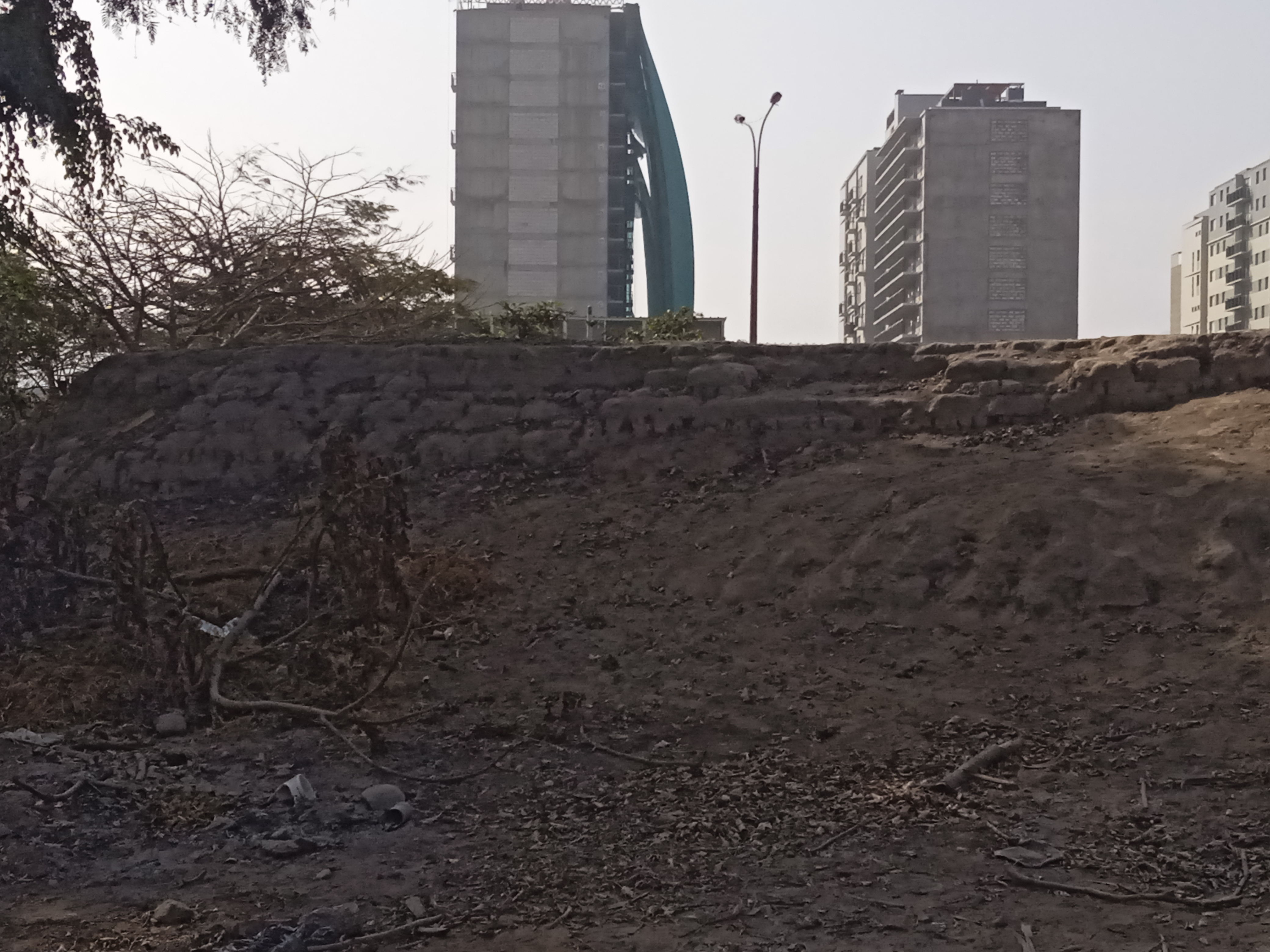
Vista de los cimientos en forma de plataforma del sector II.
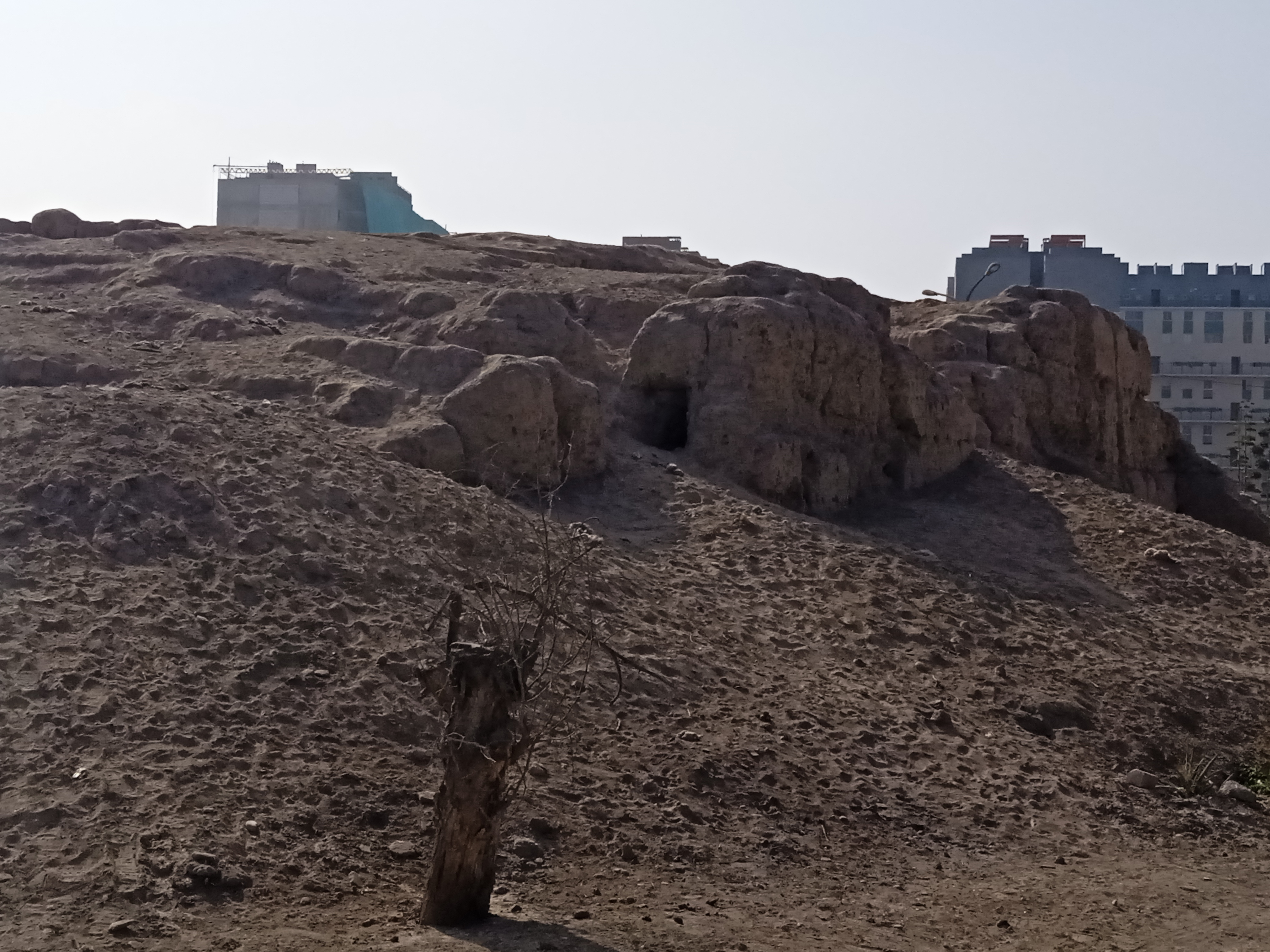
Vista de la secuencia lineal de muros alrededor de la estructura.
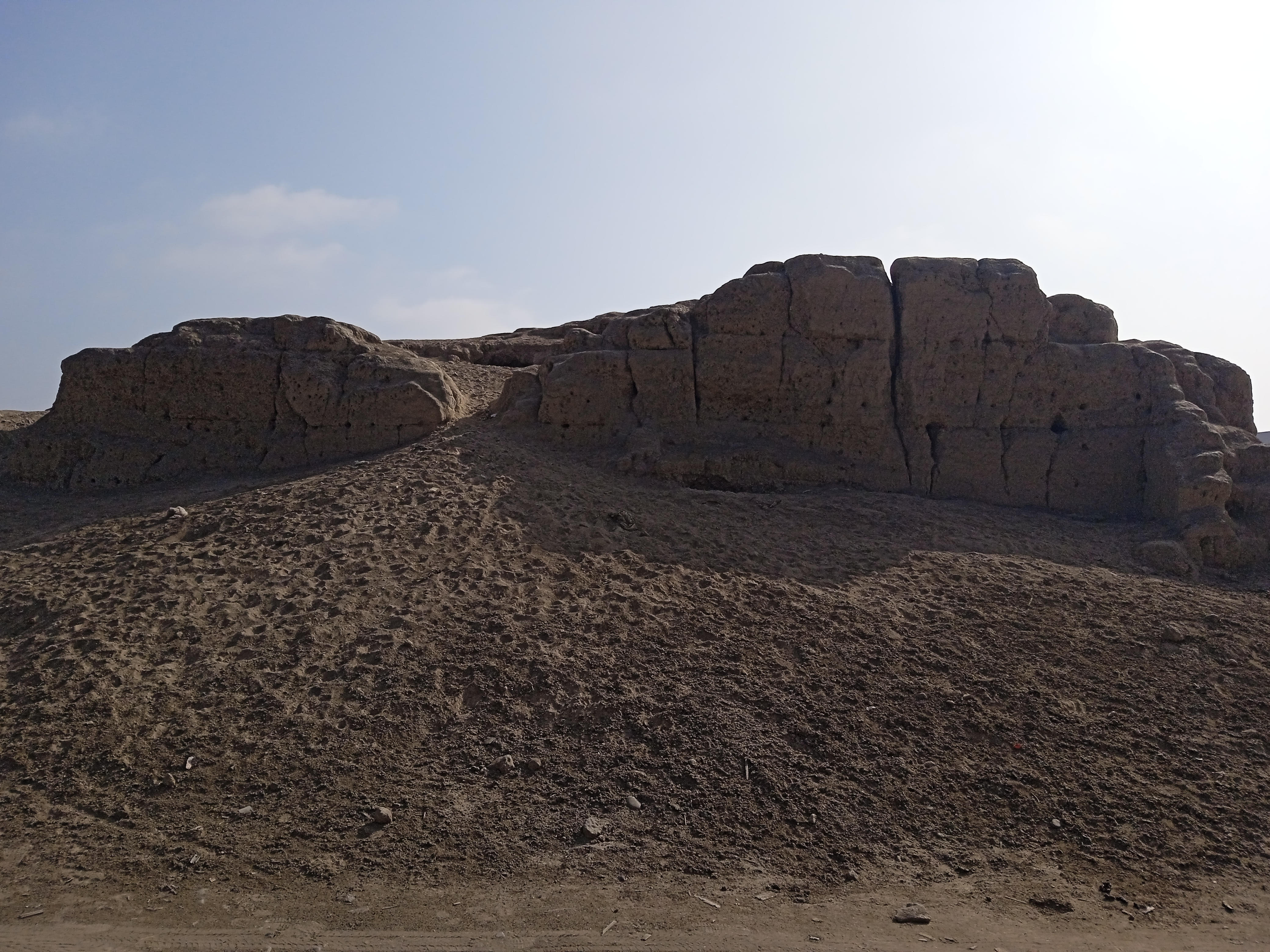
Vista de los muros de tapia y adobe que utilizaban los collique.
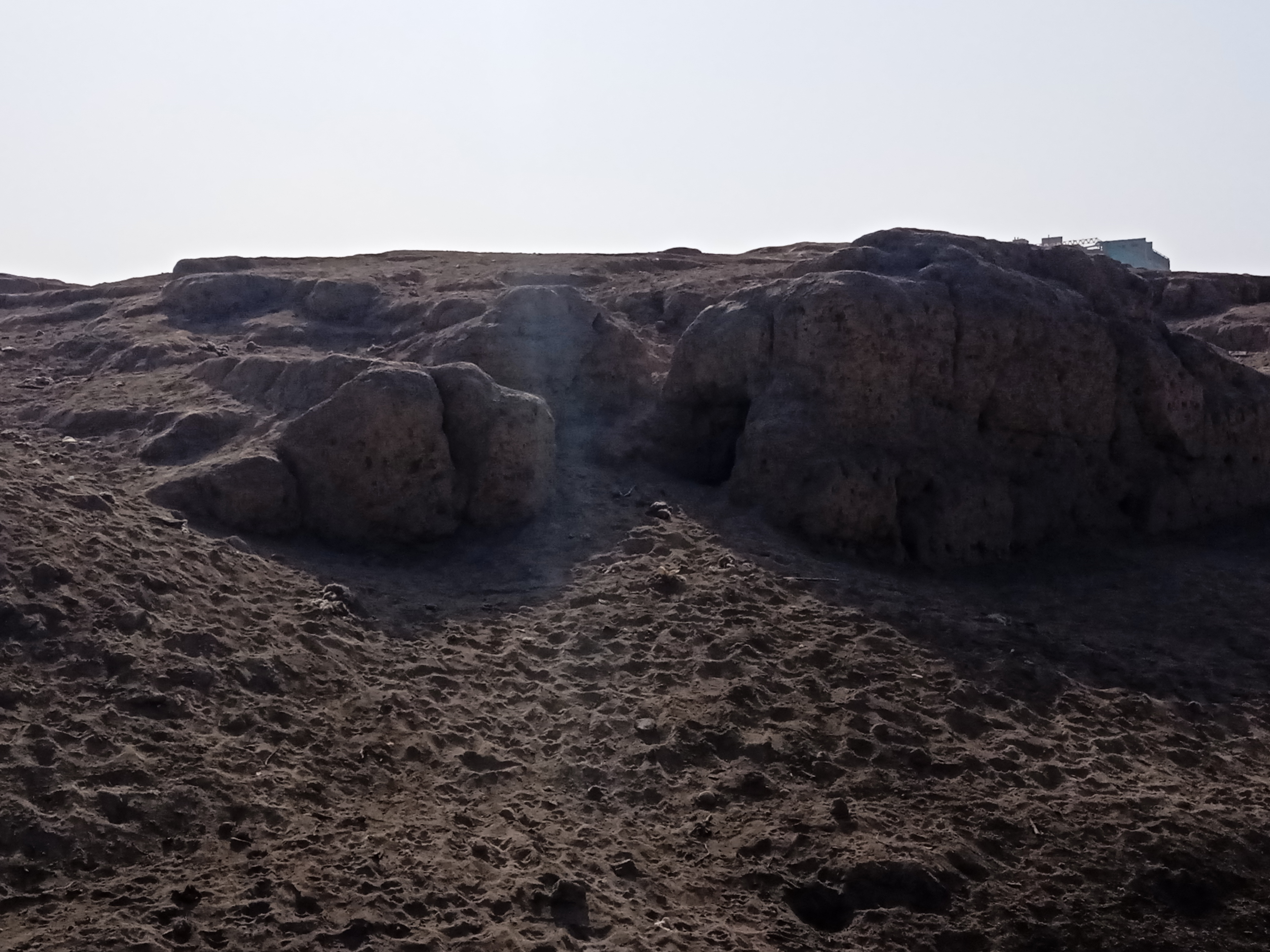
Vista del lineamiento de muros.
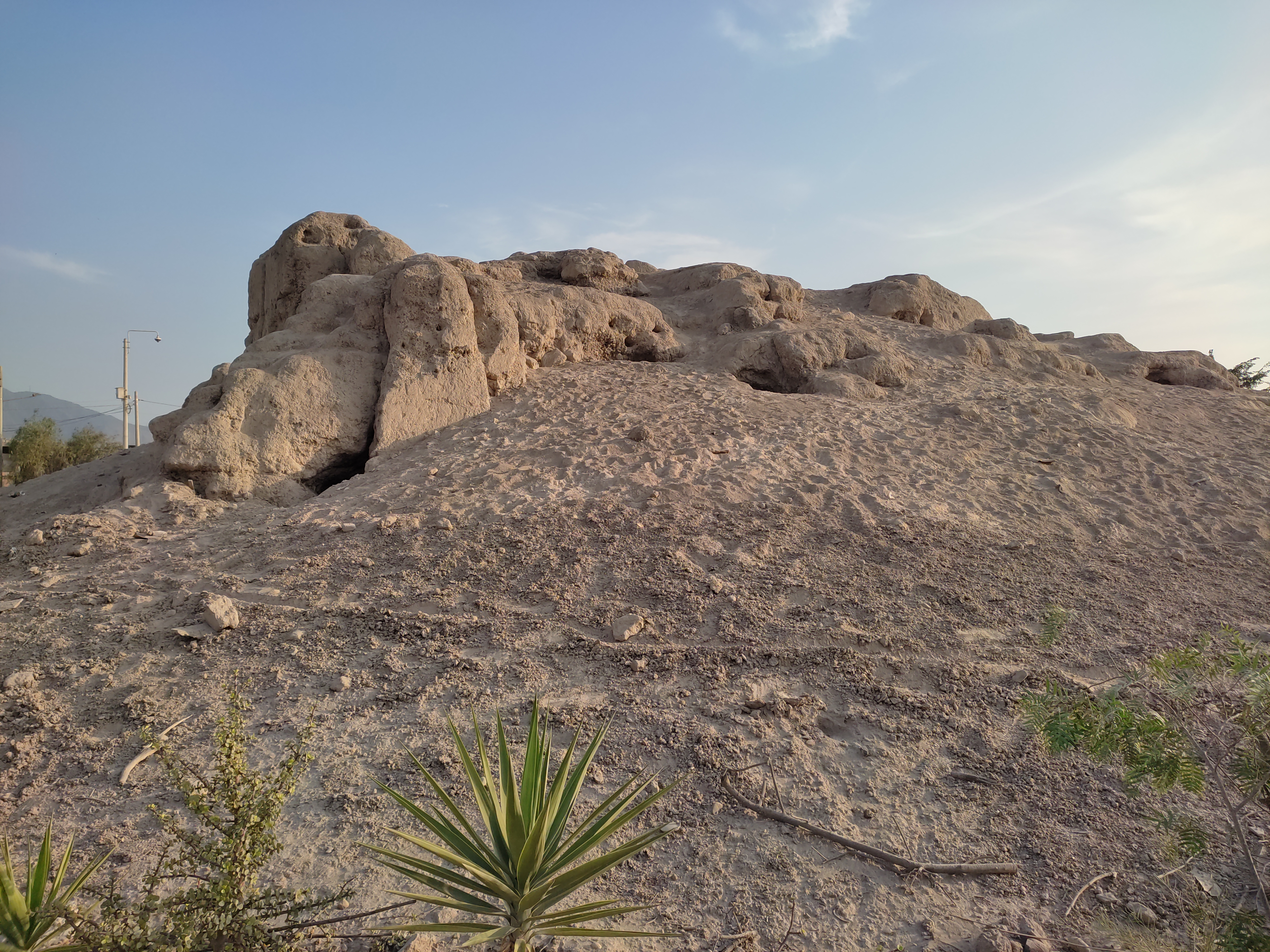
Vista de la Huaca El Retablo.
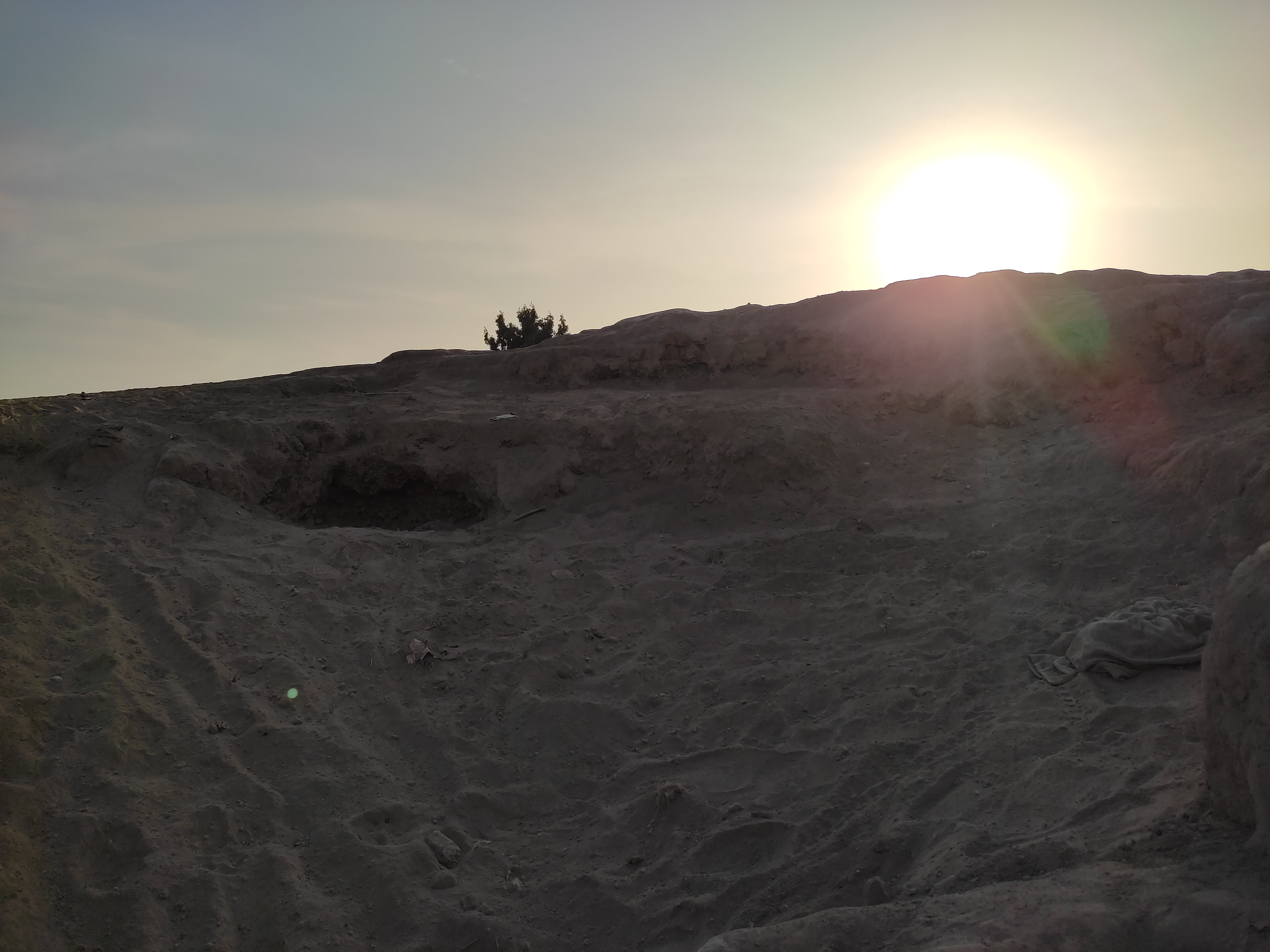
La cima de la huaca perteneciente al sector I.